# Vernon H. Vaughan
Vernon H. Vaughan (ur. 11 lutego 1838 w Mount Meigs, zm. 4 grudnia 1878 w Sacramento) – amerykański polityk, tymczasowy gubernator Terytorium Utah od 31 października 1870 do 1 lutego 1871.
Pracował jako sekretarz gubernatora Terytorium Utah Johna Shaffera. Po jego nagłej śmierci 31 października 1870 roku prezydent Ulysses Grant powołał go na to stanowisko do czasu zakończenia kadencji, co miało miejsce 1 lutego 1871 roku. Nie został wybrany na kolejną kadencję. Jedynym ważniejszym wydarzeniem podczas pełnienia urzędu była rebelia (Wooden Gun Rebellion), wzniecona przez członków Nauvoo Legion, którzy jednak zostali powstrzymani i osądzeni.